# Carolin Lüdemann
Carolin Lüdemann (* 1978) ist eine deutsche Sachbuchautorin zum Thema Umgangsformen.

## Werdegang
Lüdemann ist studierte Juristin. Sie wurde außerdem zum Business Coach ausgebildet und hält in diesem Bereich Vorträge und Seminare. Zudem ist sie Mitglied des Deutschen Knigge-Rates. Sie trat als Expertin für gutes Benehmen und Karrierefragen in den Medien in Erscheinung, zum Beispiel bei Sat.1, N24, SWR, Süddeutsche Zeitung und Die Welt.

## Publikationen (Auswahl)
- Schlagfertig für Frauen. Schnell, angemessen und intelligent kontern. Redline Wirtschaft, Heidelberg 2007, ISBN 978-3-636-01426-9.
- Neu im Job für freche Frauen. So meistern Sie Ihre Probezeit mit Bravour. Redline, Heidelberg 2007, ISBN 978-3-636-01434-4.
- mit Heiko Lüdemann: Leistungstests souverän meistern. Redline, Heidelberg 2007, ISBN 978-3-636-01423-8.
- Business-Smalltalk für Frauen. Die Kunst des kleinen Gesprächs. Redline, Heidelberg 2007, ISBN 978-3-636-01467-2.
- Business mit Stil für Frauen. Erfolgreich mit modernen Umgangsformen. Redline, Heidelberg 2008, ISBN 978-3-636-01553-2.
- Die Kunst, zu wirken. Wie Sie sympathisch und authentisch überzeugen. Börsenmedien AG, Kulmbach 2011, ISBN 978-3-942888-44-8.
- Das Little Black Book Knigge. Von letzten Keksen, zu vielen Gabeln und der Schlacht am Buffet. Mit Illustrationen von Kerren Barbas. Wiley-VCH Verlag, Weinheim 2011, 2. Aufl. 2016, ISBN 978-3-527-50871-6.
- mit Kathrin Emely Springer: Das Geheimnis der positiven Ausstrahlung. Mankau Verlag, Murnau am Staffelsee 2011, ISBN 978-3-938396-76-6.
- Das Little Black Book vom Small Talk. Wiley, Weinheim 2015, ISBN 978-3-527-50806-8.